# Маскувальна сітка

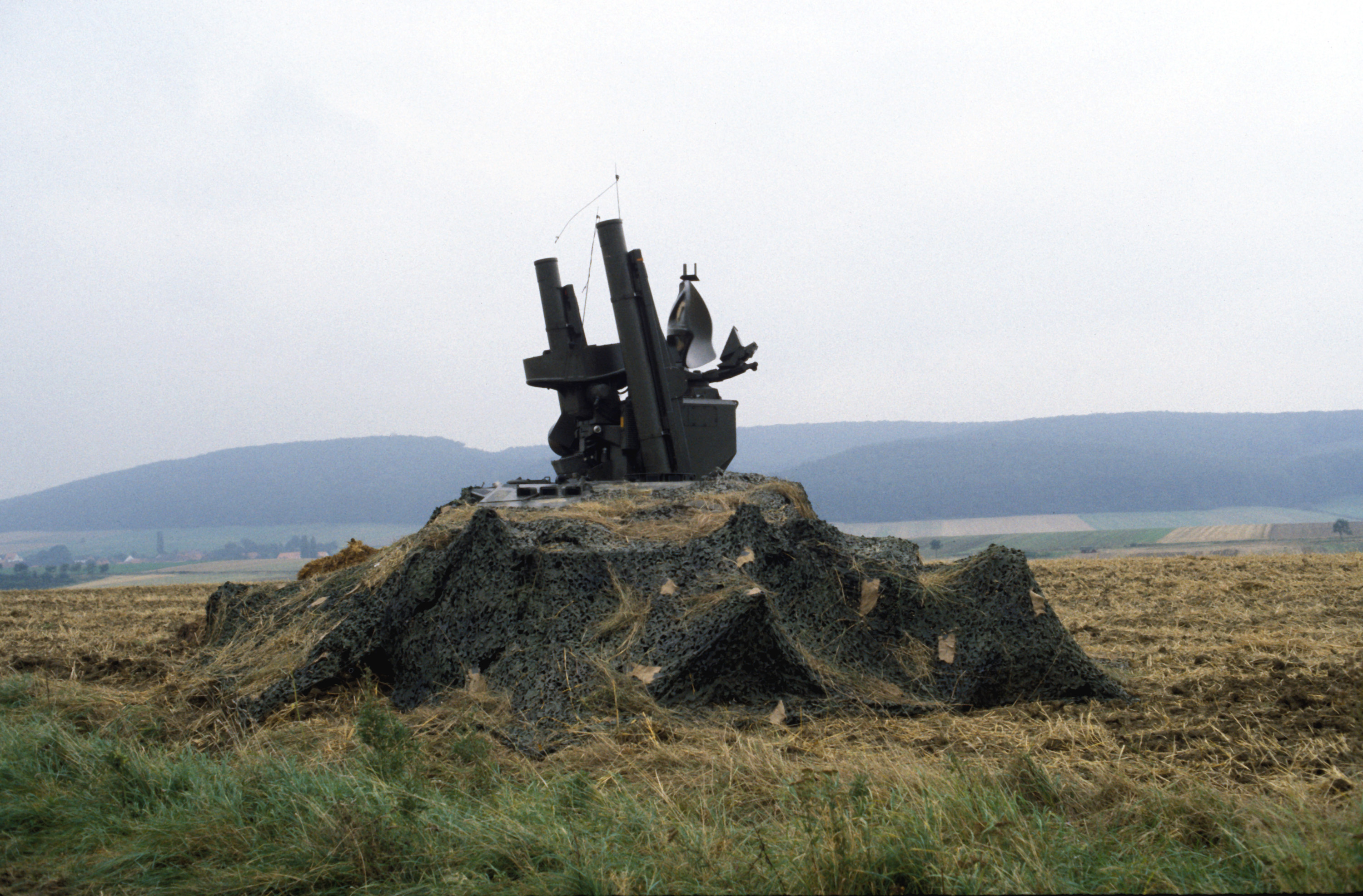
Польський ЗРК Roland II на навчаннях в 1985 році

Маскувальна сітка — маскувальне (камуфляжне) покриття.
Широко застосовується для маскування озброєння, військової техніки та інженерних споруд на фоні місцевості, рослинного покриву від різних методів розвідки противника.
Являє собою мережеву основу з наклеєними або іншим способом закріпленими на ній клаптями тканини, плівки і т. п.
Зрідка застосовуються на полюванні при будівництві засідок, укриття і куреня.
Є ряд вимог до таких виробів: стійкість забарвлення, густина, певна вогнетривкість, розміри, "характер малюнку", вага, міцність.
Так, наприклад існують системи штучного інтелекту, що розпізнають маскувальні засоби (у тому числі, маскувальні сітки) на зображеннях (аерофотозйомка): в онлайн (реальний час) та оффлайн режимах.